# El Indio (Mariano Ceballos)
Mariano Ceballos dit « El Indio », né au début du XVIIIe siècle (date exacte inconnue), soit en Argentine selon certains historiens, soit au Pérou selon l'écrivain Aurelio Miró Quesada Sosa, cité par Jean-Baptiste Maudet et mort en 1780 ou 1781 à Tudela (Espagne, communauté forale de Navarre) est un matador peu commun, rendu célèbre par les quatre planches que lui a consacrées Francisco de Goya dans sa série Les Taureaux de Bordeaux.

## Biographie

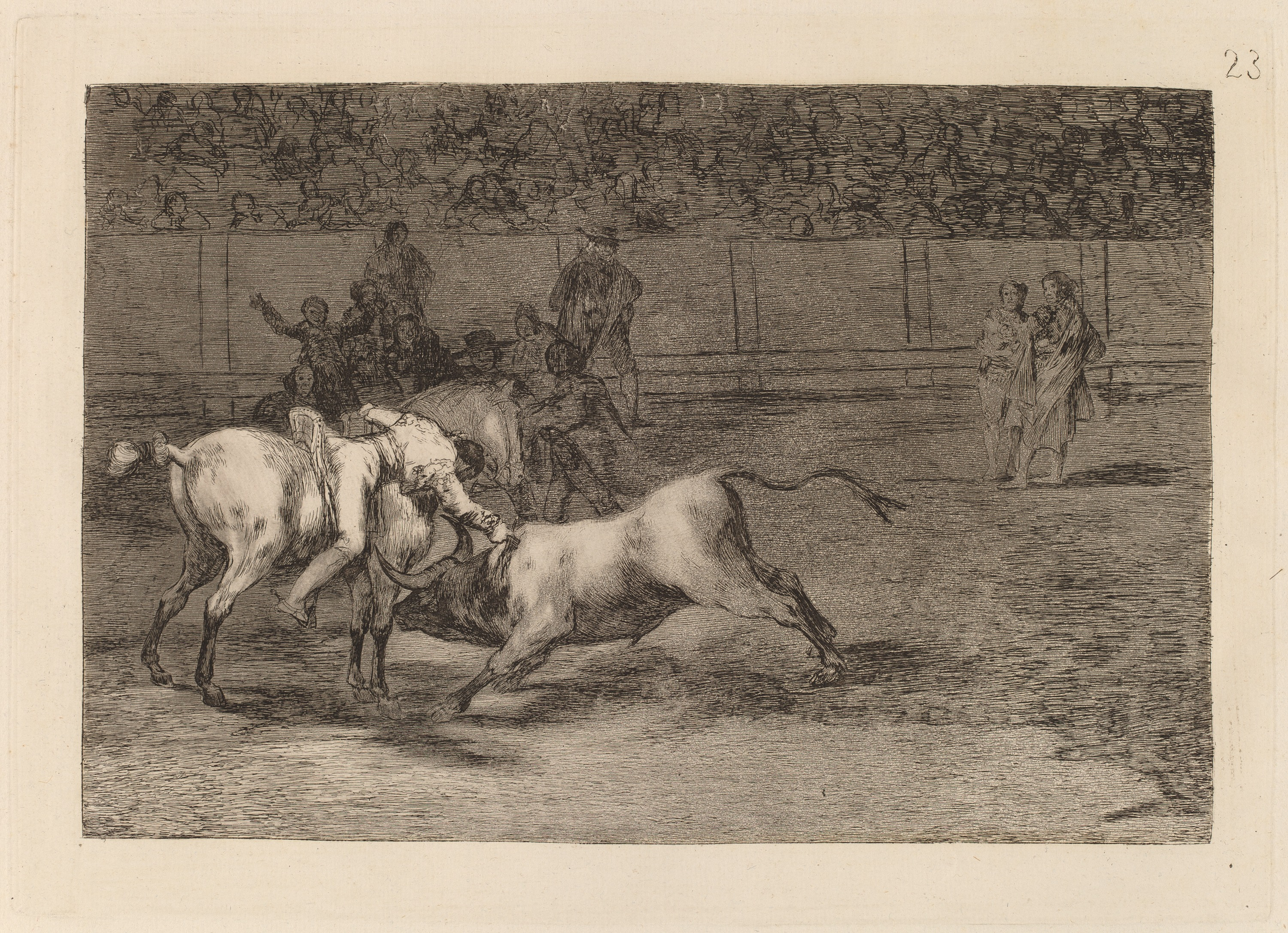
Francisco de Goya : Mariano Ceballos, alias El Indio tue le cheval du haut de sa monture, planche de la série Les Taureaux de Bordeaux.

Selon Quesada, malgré son apodo - les indiens ne peuvent pas être esclaves - Ceballos était très certainement un esclave noir appartenant à Don Joseph Ceballos Ribera y Dávila, comte de Santa Anas de las Torres.
On ne connaît pas beaucoup de choses sur sa carrière de matador.  Il appartenait alors à la catégorie de monteurs, à savoir ceux qui pouvaient arrêter le taureau soit en l'attrapant au lasso comme le rapporte  le voyageur suisse Emmanuel Witzen 1754 cité par Jean-Baptiste Maudet, soit en l'attrapant par la queue pour l'arrêter et le faire basculer. Witz assiste en 1754 à Madrid à une performance de Caballos qui consistaient à attraper le taureau au lasso, puis à l'immobiliser, le seller et le tuer d'un coup de dague. 
La liberté que lui a accordée son maître le 16 juin 1769 était assortie d'interdictions : il n'avait pas le droit de toréer à pied ou à cheval. S'il le faisait, il devait retourner à sa condition d'esclave.
Ceballos n'a pas respecté l'interdiction, il a toréé à Pampelune en 1775, à Madrid en 1776 et 1777 en compagnie de Costillares et de Pepe Hillo, puis encore à Pampelune en 1780. Il est mort à Tudela (Navarre), victime de sa témérité.

## La tradition des monteurs noirs

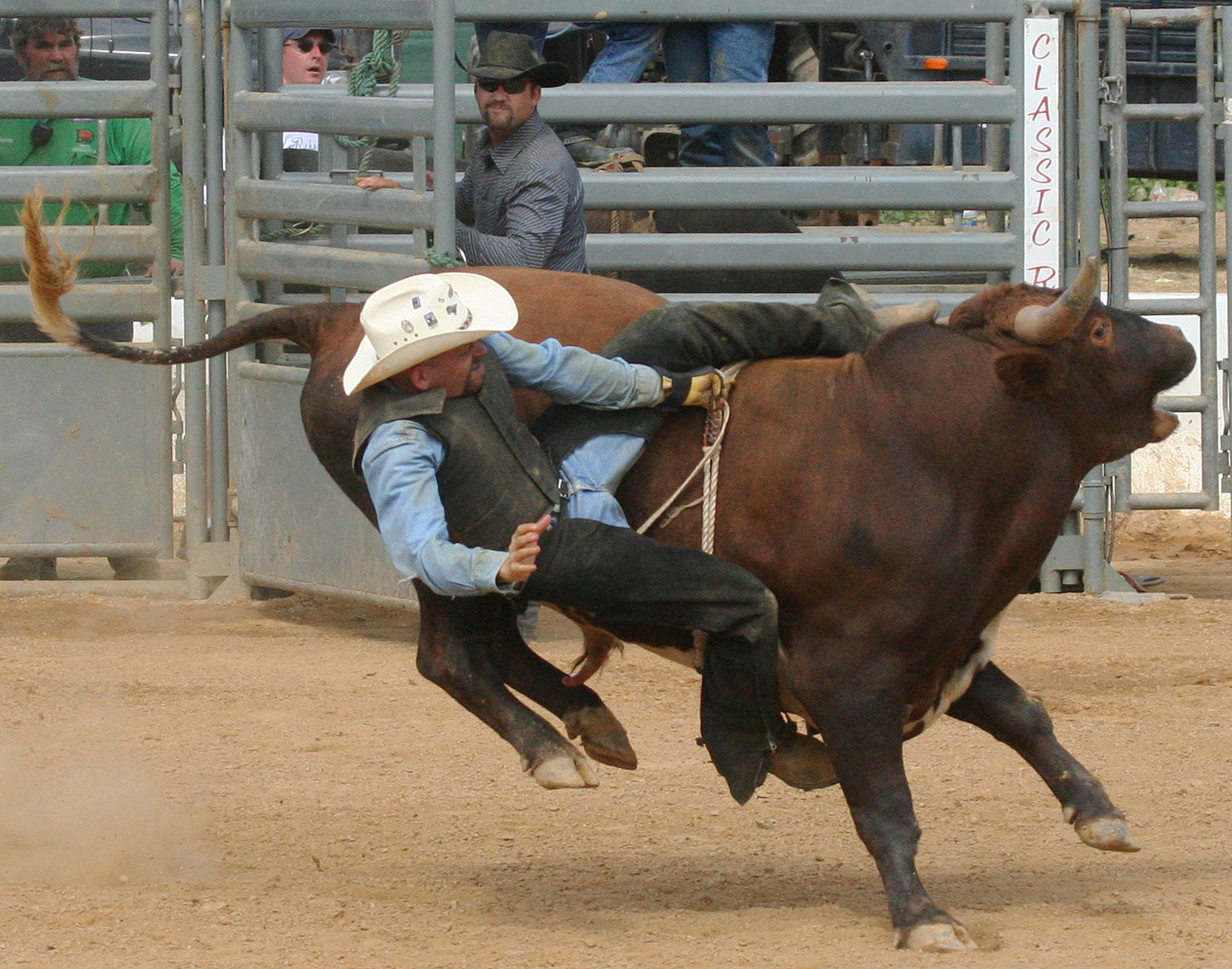
Bull Riding aux États-Unis

Cette tradition qui consistait à chevaucher le taureau, et que les espagnols trouvaient incongrue, s'est poursuivie dans les arènes de Lima longtemps encore après la mort de El Indio. Elle a survécu au XXe siècle. J.B Maudet suggère que cette pratique était peut-être due au fait que les taureaux n'avaient pas la bravoure suffisante pour être toréés à la cape.
Cette pratique a donné naissance aux cavaliers taurins d'Amérique latine que l'on retrouve encore au Pérou, au Chili sous forme de rodéo chilien, au Mexique, en Argentine où ces variations de monte portent le nom de Jaripeo ou de Charreada, mais aussi aux États-Unis sous forme de rodéo appelé Bull Riding .